# Панайотис Зисиадис
Панайотис Зисиадис (на гръцки: Παναγιώτης Ζησιάδης) е гръцки революционер, деец на гръцката въоръжена пропаганда в Македония, агент от ІІ ред.

## Биография
Роден е в западномакедонския град Костур, тогава в Османската империя. Присъединява се към гръцката въоръжена пропаганда и в Атина влиза в силогосите „Елинизъм“ и „Александър Велики“. Подпомага властите в залавянето на дейците на ВМОРО в града. В 1904 година се среща с Георгиос Цондос и след началото на гръцката въоръжена пропаганда заминава за родния си Костур, където сътрудничи на митрополит Германос Каравангелис и изпълнява терористични задачи. Арестуван е през май 1905 година, но е освободен след три месеца след намеса на битолското гръцко консулство.